# 瑙克謝尼市鎮
瑙克謝尼市鎮，曾是拉脫維亞的一個市鎮，設立於2009年。瑙克謝尼自治市位於該國東北部，人口2316人，面積230.6平方公里，人口密度約8.3人/km2。
2021年7月1日，瑙克謝尼市鎮与其它市镇一起合并为瓦尔米耶拉市镇。

## 外部連結
- 瓦尔米耶拉市镇官方網站 （页面存档备份，存于） （拉脱维亚文） （英文）